# Rokujō (empereur)
Pour les articles homonymes, voir Rokujō.
L'empereur Rokujō (六条天皇 , Rokujō Tennō, 28 décembre 1164 – 23 août 1176) était le 79e empereur du Japon, selon l'ordre traditionnel de la succession, et a régné nominalement du 3 août 1165 au 9 avril 1168, le pouvoir étant dans les faits exercé par son grand-père, l'empereur retiré Go-Shirakawa. Son nom personnel était prince Nobuhito.

## Biographie
Nobuhito est fait prince héritier avant son premier anniversaire, et monte sur le trône à l'âge d'un an, succédant à son père Nijō. Il subit plus tard une pression de la part du clan Taira pour abdiquer en faveur de son oncle l'empereur Takakura, qui n'a en fait que trois ans de plus que lui.
Il meurt à l'âge de onze ans.

## Èresde son règne
- Ère Chōkan
- Ère Eiman
- Ère Ninnan